# Ioana Flora
Ioana Flora (n. 22 martie 1975, Panciova, fosta Iugoslavia, azi Serbia) este o actriță română de scenă, radio, voce, film și televiziune.

## Biografie

### Educație
Actrița este fiica omului de cultură, poetului și scriitorului Ioan Flora. Familia Flora este originară din Panciova din Banatul sârbesc. S-a mutat în România, la București, după 1990, cu părinții. Ioana a urmat școala elementară și secundară, studiind baletul clasic și pianul la Școala de muzică „Josip Slavenski” din Novi Sad, Serbia, după care a urmat Liceul de arhitectură „Jovan Vukanovic”, de asemenea în Novi Sad. Terminarea liceului, în 1993, a concis cu mutarea familiei Flora la București. Ioana a intrat la Universitatea Națională de Artă Teatrală și Cinematografică din „primul șut” și a studiat actoria în perioada 1993-1997.

### Viață personală
Ioana Flora a fost căsătorită cu actorul și regizorul Mihai Brătilă cu care are doi băieți gemeni: Ștefan Alexandru și Luca Ioan Bratilă 
.

## Filmografie[4]
Filmul de lung metraj din 2001 Marfa și banii al lui Cristi Puiu, cu Ioana Flora, care a fost acceptat la Festivalul de la Cannes 2002, în cadrul selecției Quinzaine des Réalisateurs (titlul din concurs fiind Stuff and Dough), a fost mai apoi considerat ca filmul care a declanșat mișcarea Noului val din filmul românesc.
- Marfa și banii (2001) - Betty[5]
- Turnul din Pisa  (2002) - Ioana
- Tancul  (2003), personajul Coca, regia Andrei Enache
- Dunărea (2003, lung metraj), personajul Jasmin, regia Goran Rebič
- Offset (2006), personajul Nurse, regia Didi Danquart
- Pescuit sportiv (2009, lung metraj), personajul Iubi, regia Adrian Sitaru
- Periferic (2010, lung metraj), personajul Lavinia, regia Bogdan George Apetri
- Bora Bora (2011, scurt metraj), personajul Reporter, regia Bogdan Mirică
- Tatăl meu e cel mai tare (2012, scurt metraj), personajul Cati, regia Radu Potcoavă
- Dialoguri terapeutice(2012, scurt metraj), peronajul Iubi, scenariu Georgiana Constantin, regia Andrei Georgescu
- Domestic (2012, lung metraj), personajul Ileana, regia Adrian Sitaru
- Fotografii de familie (2012, scurt metraj), personajul Maria, regia Andrei Cohn[6][7]
- A Long Story (2013, lung metraj), personajul Alina, scenariu Lotje Ijzermans și Lotje Ijzermans și regia Jorien van Nes
- Déjà vu (2013, lung metraj), personajul Tania, regia Dan Chișu[8]
- Aragaz cu patru ochi (2013, scurt metraj), personajul Mama Anei, regia Andrei Enoiu
- Nightride (2014, scurt metraj), scenariul și regia Ozana Nicolau
- Acasă la tata (2015, lung metraj), personajul Paula, regia Andrei Cohn
- Scor alb (2015, scurt metraj), personajul Dana, scenariul și regia Marius Olteanu
- Un etaj mai jos (2015, scurt metraj), personajul Claudia Dima, scenariu Alexandru Baciu și Radu Muntean, regia Radu Muntean
- Chosen (2016, lung metraj), personajul Ms. Feinstein, scenariul Gabriel De Mercur, regia Jasmin Dizdar
- In the Same Garden (În aceeași grădină, 2016), scenariul și regia Ali Asgari, Sergey Bodrov și alții (pe diferite segmente ale filmului)
- Ana, mon amour (2017, lung metraj, 125 de minute), personajul Irina, scenariul Călin Peter Netzer și Cezar Paul-Bădescu, regia Călin Peter Netzer
- Petrecere privată (2017, scurt metraj), personajul Mama, scenariul și regia Octav Chelaru
- Breaking News (2017, lung metraj, 81 de minute), personajul Ioana Mazilu, scenariul Ana Agopian, Oana Răsuceanu, regia Iulia Rugina
- Cadoul de Crăciun (2018, scurt metraj, 23 de minute), personajul Mama, scenariul și regia Bogdan Mureșanu
- Zavera, (2019, post-producție), personajul Roxana, scenariul Andrei Gruzsniczki și Mircea Stăiculescu, regia Andrei Gruzsniczki
- Otto Barbarul (2020, lung metraj), personajul Mirela, regia: Ruxandra Ghițescu
- Blue Moon (2021, lung metraj), personajul Mariana, egia: Alina Grigore
- Lebensdorf (2021, lung metraj), personajul Andra, regia: Valentin Hotea

## Documentare
- The Madness of Henry VIII (Nebunia lui Henric al VIII-lea, documentar, 2006), personajul Anne Boleyn, scenariul Don Campbell și Doug Shultz, regizor Doug Shultz
- Ca-n Filme (2012) - mini-serie de interviuri cu diverși oameni de film români (actrițe, actori, cascadori, realizatori de filme) — Bogdan Albulescu, Cristina Bazavan, Pablo Berger, Dragoș Bucur, Ada Condeescu, Szabolcs Cseh, Ioana Flora, Vlad Ivanov, Irina Margareta Nistor, Florin Piersic Jr., Claudiu-Cristian Prisecaru, Cristi Puiu, Ana Ularu, Vivi Drăgan Vasile și Andi Vasluianu
- Fragile (2021) - serial documentar despre vulnerabilitate, Ioana Flora a realizat conceptul, scenariu și a jucat rol principal, Regia și producția Ioana Mischie, Editor scenariu Rucsandra Pop.[9]

## Filme și seriale de televiziune[10]
- Băieți buni (2005, serial), personajul Miki - episoade
  - Legea coboară în stradă (2005)
  - Prietenul meu, francezul (2005)
  - Lovește cu furie (2005)
  - Mamutu versus Bezna (2005)
  - Război pentru Dina (2005)
  - Focuri, droguri și femei frumoase (2005)
  - Operațiuni secrete (2005)
  - Legături de sânge (2005)
- Dușmanul din casă (2005, film), personajul Cristina
- Aniela (2009-2010, serial), personajul Betty, regia Iura Luncașu
- Îngeri pierduți (2013, serial), personajul Angela Mateescu, regia Laurențiu Maronese
  - Episode #1.66 (2013)
  - Episode #1.67 (2013)
  - Episode #1.68 (2013)
  - Episode #1.69 (2013)
  - Episode #1.70 (2013)
- Ana, Mi-ai fost scrisă în ADN (2025, serial), personajul Lili, mama Cosminei, Ilinca Gheorghiu, fiica lui Mircea Gheorghiu.

## Premii, recunoaștere
Gala Premiilor Uniunii Cineaștilor din România (UCIN) reprezintă aprecierea juriului desemnat de UCIN pentru cele mai importante realizări cinematografice și de televiziune ale anului precedent. Premiul UCIN 2013 pentru interpretare feminină într-un film din 2012 a fost acordat Ioanei Flora pentru rolul său din filmul Déjà vu
În 2012, i s-a acordat Premiul Gopo 2012 pentru cel mai bun rol secundar feminin din filmele anului 2011.
La gala Gopo 2016, Ioana Flora a primit premiul pentru cea mai bună actriță (în rol principal).